# Pic de Montalt
El Pic de Montalt és una muntanya de 2.495 metres que es troba entre els municipis d'Alt Àneu, a la comarca del Pallars Sobirà i Coflens a l'Arieja.
Aquest cim està inclòs al llistat dels 100 cims de la FEEC